# Sparta (Lakonien)
 Oldtidens Sparta
Sparta (græsk: Σπάρτη, Spárti, [ˈsparti]) er en by og kommune i den regionale enhed Lakonien, i periferien Peloponnes, Grækenland. Den ligger på samme sted som oldtidens Sparta. Kommunen blev lagt sammen med seks nærliggende kommuner i 2011, og havde da en samlet befolkning (pr. 2011) på 35.259, hvoraf 17.408 boede i byen.

## Historie
I det 13. århundrede flyttede det politiske og kulturelle centrum i Lakonien til Mystras, omkring 4 km mod vest. Bosættelsen i det gamle Sparta, ved navn Lacedaemonia, fortsatte med at eksistere til moderne tid, som en by med et par tusinde mennesker, der boede blandt ruinerne, i skyggen af Mystras. Familien Palaiologos (det sidste byzantinsk græske kejserdynasti) boede også i Mystras. Despotatet af Morea blev taget til fange af osmannerne under Mehmed II i 1460.
I 1834, efter den græske uafhængighedskrig, dekreterede kong Otto af Grækenland, at byen skulle udvides til en by. Det moderne Sparta, hovedstaden i præfekturet Lakonien, ligger ved de foden af bjerget Taygetos i Evrotas-floddalen. Byen er bygget på stedet for det gamle Sparta, hvis Akropolis ligger nord for den moderne by. Mod sydvest står Taygetos-bjerget. Øst for byen står bjergkæden Parnonas, som er skovbevokset overvejende med gran- og andre nåletræer.
Det moderne Spartas oprindelse går tilbage til den 20. oktober 1834, hvor kong Otto udstedte et dekret om opførelsen af den nye by. Bayerske byplanlæggere, ledet af Fr. Stauffert, tegnede en by til 100.000 indbyggere baseret på den neo-klassiske arkitektoniske model.
I dag bevarer Sparta sit gode design og har store pladser og brede gader med træer, og mange af de ældre bygninger er meget velholdte. Byen Sparta er Lakoniens økonomiske, administrative og kulturelle centrum. En nøglefaktor i fremme af byens udvikling er driften af to afdelinger afPeloponnes Universitet og en afdeling af det teknologiske uddannelsesinstitut.
Det centralt beliggende hovedtorv er domineret af den mest imponerende neo-klassiske bygning i Sparta, Rådhuset. Rådhuset blev bygget i 1909 og bærer signaturen af den græske arkitekt G. Katsaros. Under monarkiet (som blev afskaffet ved folkeafstemning i 1973) blev titlen hertug af Sparta brugt til den græske kronprins, διάδοχος (diádokhos).

## Turisme
I centrum af byen ligger det arkæologiske museum, bygget af arkitekten G. Katsaros i 1874 – 76 for at huse samlingen af lokale arkæologiske fund af Panagiotis Stamatakis; det var det første græske museum i en provinsby.
Byens katedral ligger i den sydvestlige ende.
Ruinerne af det gamle Sparta ligger nord for byen. Indenfor den sydlige port til Akropolis, kendt som Lakedaemonia, ligger Rotundaen, teatret og Athena Chalkioikos-templet mod vest. Ved at forlade Akropolis ved Nordporten ses resterne af de tidligste antikke mure, Heroonen og Lycourgos-alteret, mens der mod øst er Artemis Orthias helligdom. Mod nord ligger klosterkirken Osios Nikonas (10. århundrede).
"Leonidas grav" eller Leonidaion (37°04′36″N 22°25′31″Ø / 37.0767°N 22.4254°Ø), er en kalkstensstruktur fra slutningen af det 5. århundrede f.Kr., sandsynligvis et tempel, men opkaldt efter Leonidas I i det 19. århundrede, idet det er det eneste antikke monument, der er angivet inden for grænserne af den nyplanlagte by i 1834.